# Handelsspexet, Göteborg
Handelsspexet, Handelshögskolan i Göteborg
Varje vår sätter studenter upp ett spex, där handlingen kretsar kring en historisk person. Handelsspexets anor daterar sig till 1954, då en skara studenter uppförde det lilla spektaklet "Simson och de lila". På 1950-talet var HHGS en liten studentkår med endast ett par hundra medlemmar, men man drömde ändå om att kunna ha ett brett kårliv med ett regelrätt spex, precis som medicinare och chalmerister.
Sexmästaren 1960; Göran Blanck; hade gått latinlinjen på gymnasiet och fick idén att låta ett spex utspela sig under antiken. "Crassvs - en spexical i fyra akter" sattes upp i Handelshöskolans aula 1961 och spelades flera gånger de närmaste åren. Skådespelaren John Harryson, Peter Harrysons pappa, hade regisserat och kapellmästare var Karl Erik Gustafsson, sedermera professor på Handelshögskolan och Inspector för HHGS 1994 - 2003. Karl Erik är sedan 2000 också Handelsspexets Inspextor.
Efter 1961 låg Handelsspexet i träda ända till 1984, då en ny skara tog sig an uppgiften att göra upp med medicinare, chalmerister och filosofer i spexsammanhang. Aulan byttes nu ut mot Stenhammarsalen på Göteborgs Konserthus där Handelsspexet spelade sina föreställningar fram till 2009 (Källa: Firom 2005). 2010 flyttade Handelsspexet till Pusterviksteatern, för att 2012 återvända till Stenhammarsalen. Då Handelsspexet fyllde 100 år 2023 flyttades föreställningen till Lisebergsteatern. 
2023 består ensemblen av Emanuel Löfdahl, Elisabeth Zastenker, Elsa Palm, Edvin Lind, Ara Gafor, Lisa Klenfeldt, Therese Ros och Kyle Thd. Konstnärlig ledare är Fureya Ek.

## Spexet genom tiderna
- 1954 - Simson & De Lila
- 1961 - Crassvs
- 1984 - Robin Hood
- 1985 - Rockefeller
- 1986 - Marco Polo
- 1987 - Gustav Vasa
- 1988 - Columbus
- 1989 - von Linné
- 1990 - Merlin
- 1991 - Gandhi
- 1992 - Kreuger
- 1993 - Karl XII
- 1994 - Casanova
- 1995 - Robespierre
- 1996 - Al Capone
- 1997 - Luther
- 1998 - Montezuma[förtydliga]
- 1999 - Hemingway
- 2000 - Freud
- 2001 - Shogun
- 2001 - Jubileumsspex, Crassvs
- 2002 - Vincent
- 2003 - Sitting Bull
- 2004 - Herodes
- 2005 - Marilyn
- 2006 - Edgar Allan Poe
- 2007 - Nelson
- 2008 - Bonnie & Clyde
- 2009 - Anna Nicole Smith
- 2010 - Houdini
- 2011 - Laika
- 2012 - Marlon Brando
- 2013 - Kim Jong Il
- 2014 - L. Ron Hubbard
- 2015 - Astrid Lindgren
- 2016 - Alfred Nobel
- 2017 - Heliga Birgitta
- 2018 - Cornelis Vreeswijk
- 2019 - Mary Shelley
- 2020 - Jesus
- 2021 - Margaret Thatcher
- 2022 - Elvis Presley
- 2023 - Selma Lagerlöf
- 2024 - David Bowie
- 2025 - Prinsessan Diana